# 대한민국 형사소송법 제315조
대한민국 형사소송법 제315조는 당연히 증거능력이 있는 서류에 대한 형사소송법의 조문이다. [본조신설 2007.6.1.]

## 조문
제315조(당연히 증거능력이 있는 서류) 다음에 게기한 서류는 증거로 할 수 있다.  <개정 2007.5.17.>
1. 가족관계기록사항에 관한 증명서, 공정증서등본 기타 공무원 또는 외국공무원의 직무상 증명할 수 있는 사항에 관하여 작성한 문서
2. 상업장부, 항해일지 기타 업무상 필요로 작성한 통상문서
3. 기타 특히 신용할 만한 정황에 의하여 작성된 문서

## 참고 문헌
- 신이철. (2012). 당연히 증거능력이 인정되는 서류 －특히 형사소송법 제315조를 중심으로－. 법학논총, 29(4), 451-472.
- 오경식. (2014). 공판조서의 증거능력에 대한 위헌여부에 대한 연구 - 형사소송법 제315조 제3호 위헌소원 -. 형사판례연구, 22, 421-452.
- 박현준. (2015). 이메일 헤더분석을 통한 전자문서의 작성자 특정과 형사소송법 제315조 전문법칙 예외 [석사학위논문, 서울대학교].
- 한연규. (2019). 형사소송법 제315조 제3호에 대한 대법원 해석기준과 건강보험심사평가원의 입원적정성 심사의뢰 결과회신자료의 증거활용 검토. 형사소송 이론과 실무, 11(1), 123-158.

## 같이 보기
- 증거능력